# Tomás Javier Calvillo Unna
Tomás Javier Calvillo Unna (* 8. Januar 1955 in Mexiko-Stadt) ist ein mexikanischer Botschafter.

## Leben
Tomás Javier Calvillo Unna machte sein Abitur in San Luis Potosí. Er studierte Bacellor of Arts der internationalen Beziehungen am El Colegio de Mexico.
Er studierte Master in Geschichte an der Universidad Iberoamericana. Er wurde zum Doktor der Sozialwissenschaften am Centro de Investigación en Antropología Social-Occidente (CIESAS) und der Universidad de Guadalajara promoviert.
Tomás Javier Calvillo Unna dozierte über mexikanische Geschichte am Dartmouth College in New Hampshire. Von 1978 bis 1983 leitete er die Abteilung Dokumentation eines Projektes der UNESCO und der Secretaría de Educación Pública (SEP) in San Luis Potosí. Von 1984 bis 1985 wurde er in der Abteilung internationale Beziehungen der SEP beschäftigt. Von 1986 bis 1990 war er Referent im Archivo Histórico del Estado de San Luis Potosí.
1991 war er Berater im Wahlkampf um das Gouverneursamt im Bundesstaat San Luis Potosí von Salvador Nava.
Zum Gouverneur von San Louis Potosi wurde der Kandidat der PRI Fausto Zapata erklärt.
Von 1992 bis 1994 leitete er den Verein Centro de Investigaciones Históricas de San Luis Potosí A.C. Von 1994 bis 1995 studierte er, mit einem Stipendium von der Ford Foundation, am Center for U.S. Mexican Studies an der University of California in San Diego.
Von 1997 bis 2007 leitete er das von ihm gegründete El Colegio de San Luis. Er sitzt im Consejo Nacional de Ciencia y Tecnología (CONACYT). Er regte die Diplomierung des Studienganges Internationale Beziehungen am El Colegio de San Luis an. Momentan ist er Mitglied am Programm Politische Studien und Internationales, wo er sich in den Projekten “Diálogo entre Civilizaciones” und “La Construcción del Estado Nación desde la región” engagiert und koordinierte:
- 2005: Diálogo entre Civilizaciones
- 2006: Diálogo Nacional
- 2007: Diálogo por la Paz.[1][2]

| Vorgänger                   | Amt                                                | Nachfolger |
| --------------------------- | -------------------------------------------------- | ---------- |
| Eréndira Araceli Paz Campos | mexikanischer Botschafter in Manila 2008 bis jetzt | —          |